# Star system

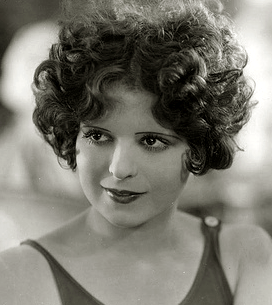
Fotografia de Clara Bow, una de les primeres actrius de l'etarra System de Hollywood.

Star system (expressió anglesa que es tradueix com "sistema d'estrella" o "sistema de les estrelles") era el sistema de contractació d'actors en exclusivitat i a llarg termini pels estudis de Hollywood en la denominada època daurada de Hollywood per assegurar-se de l'èxit de les seves pel·lícules.

## Història
Durant els anys de la Primera Guerra Mundial la producció cinematogràfica nord-americana va assolir el seu ple desenvolupament, convertint-se en una de les indústries més prosperes del país. A causa d'això, quan el conflicte va arribar a la seva fi l'any 1918, Estats Units es va convertir en el líder del mercat cinematogràfic mundial. En aquesta situació els pressupostos de les pel·lícules augmenten de manera considerable i amb la finalitat de minimitzar riscos es generalitza l'aplicació dels models organitzatius desenvolupats per Adolph Zukor. La guerra de les patents va causar l'emigració de tots els productors a Hollywood, on van crear el sistema d'estudis. Els productors estaran interessats a produir en gran manera i a establir uns patrons en totes les seves produccions, les quals anomenaran Model de Representació Institucional. Tot i així, l'èxit d'una producció dependrà de la popularitat dels actors i actrius que participin en ella, un dels treballs més importants serà la seva promoció això va fer aparèixer la nova indústria: el Star System. "L'estrella és el producte d'una dialèctica de la personalitat: un actor imposa la seva personalitat als seus herois i els seus herois imposen la seva personalitat a l'actor. D'aquesta sobreimpressió neix una barreja: l'estrella" (Edgar Morin: 1970).

## Hollywood i l'Star System
Les estrelles del cinema van ser creades pels mateixos estudis com una barreja entre actor i personatge, mitificats com deus pel públic. Aquests personatges van formar part de la base de l'imaginari col·lectiu de l'època; tractat per Edgar Morin. "Els actors cèlebres fan espectacles cèlebres". Amb el propòsit de difondre una imatge idealitzada de les estrelles i d'explotar al màxim la seva rendibilitat, creant una important campanya publicitària a través de revistes, club de fans, etc; els estudis definien la imatge i la roba de cada actor, arribant a condicionar la seva vida privada. Imposaven contractes amb dures condicions que forçaven als actors a acceptar els papers triats per ells i impedien la seva col·laboració amb altres estudis. Aquest fenomen va fer aparèixer la presència dels divins a la societat on eren idolatrats pel públic. L'Star System va durar fins als anys 50, encara que avui dia les seves seqüeles persisteixen.
L'any 1922, les principals empreses s'agrupen al voltant de la MOTION PICTURE PRODUCERS & DISTRIBUTORS OF AMERICA INC., organisme encarregat d'establir una normativa que articuli el funcionament intern de les empreses i les seves relacions. Però el president d'aquesta associació, l'exministre republicà Will Hays, anirà més enllà en el desenvolupament de les seves funcions i redactarà un codi moral, el Codi Hays, a què es veurà sotmesa la indústria de Hollywood a partir del 1930.
L'ús del terme Star System ha derivat després a situacions que van més enllà de la indústria nord-americana per referir-se a l'estratègia d'utilitzar actors coneguts en àmbits com la televisió o artistes famosos en l'àmbit musical per tractar d'assegurar l'èxit d'una pel·lícula.

## Actors i actrius de l'Star System
- Gloria Swanson
- Douglas Fairbanks
- Mary Pickford
- Louise Brooks
- Claudette Colbert
- Greta Garbo
- John Gilbert
- Barbara Lamarr
- Clara Bow